# Yi Jian Mei (canção)
Yi Jian Mei também comumente referido por sua letra popular "Xue hua piao piao bei feng xiao xiao"  é uma canção do Mandopop de 1983 do cantor taiwanês Fei Yu-ching, lançada pela primeira vez em seu álbum de 1983 Water of the Yangtze River (長江水)  Uma nova versão foi lançada no álbum Boundless Love de Fei de 2010 (天之大)
Amplamente considerada como a canção característica da carreira musical de Fei, "Yi Jian Mei" é uma canção de amor melancólica que usa flores de ameixa de inverno como uma analogia para o amor duradouro durante as adversidades. É uma canção popular na Grande China desde os anos 1980 e é considerada um clássico atemporal. Foi usada como música tema do drama taiwanês de 1984 One Plum Blossom, produzido pela China Television.

## Conjuntura

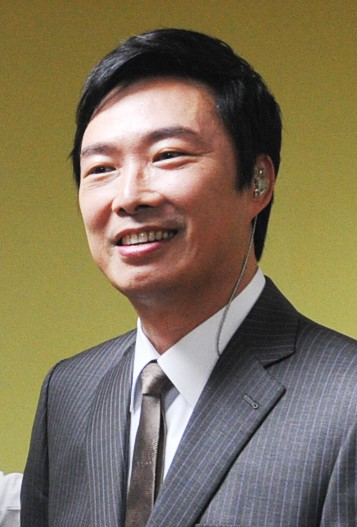
O cantor Fei Yu-ching

O álbum Water of the Yangtze River de Fei Yu-ching de 1983 em língua mandarim incluía primeiro a canção, que foi originalmente planejada como tema de uma série dramática de TV taiwanesa intitulada Dreaming Back to the Border Town (邊城夢回)  Mesmo que a série não tenha sido lançada, a música foi adotada como tema do drama de TV taiwanês One Plum Blossom de 1984 e, portanto, foi popularizada entre os taiwaneses.
Em 1988, One Plum Blossom foi ao ar na Televisão Central da China, o que aumentou a popularidade da música e do próprio Fei na China continental ; a música foi reutilizada como tema de New One Plum Blossom (新一剪梅), uma versão chinesa de 2009 da série de TV de 1983, estrelada por Wallace Huo.
Em 2019, o cantor de Taiwan  zh cantou a música em um show do Festival da Lua organizado pela CCTV. No mesmo ano, Fei, que antes havia anunciado sua aposentadoria formal, fez shows de despedida em vários lugares e cantou a música em seu último show no Taipei Arena em 7 de novembro.

## Popularidade na internet

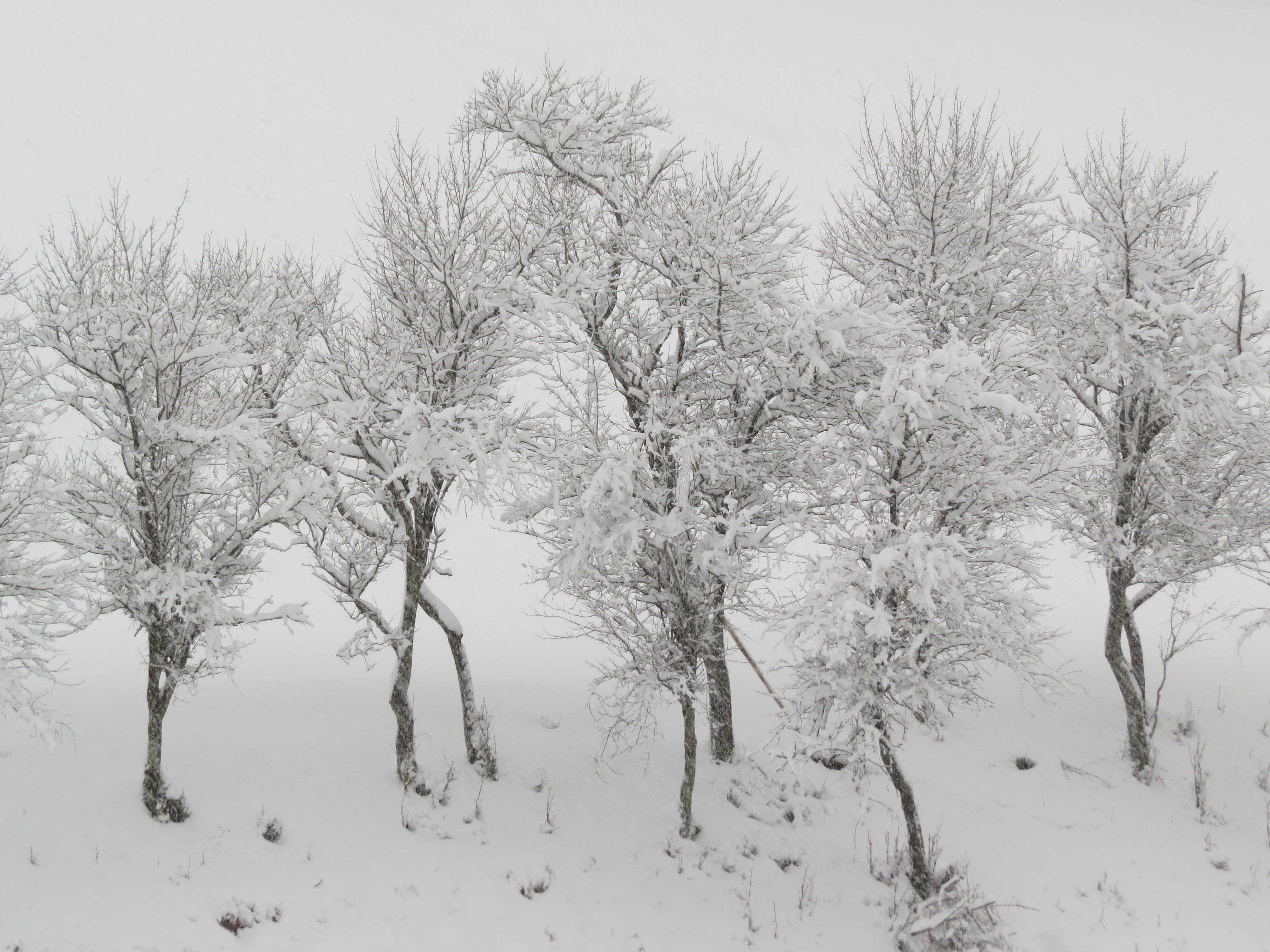
Árvores de ameixa no inverno

No início de 2020, um clipe de vídeo selfie de um homem com uma cabeça em formato de ovo apresentando a música se tornou viral, levando a ser compartilhado em milhares de memes da internet e vídeos de covers em toda a rede.
O vídeo foi postado originalmente em janeiro de 2020 no aplicativo de compartilhamento de vídeo Kuaishou pelo ator / diretor de Pequim Zhang Aiqin (張愛欽),  que se filmou cantando o famoso verso um tanto desafinado enquanto caminhava sozinho em um parque coberto por neve pesada. Zhang é conhecido por ter uma cabeça careca e estranhamente em forma de ovo, que lhe valeu o apelido de "Eggman (homem ovo)" ou "Duck Egg". Seu nome de usuário no Kuaishou é "Brother Egg" (蛋哥)
Em maio, a música alcançou o público internacional e se tornou um meme no aplicativo de compartilhamento de vídeo TikTok. Isso impulsionou a música para os primeiros lugares na parada do Spotify Viral 50 em países como Noruega, Suécia, Finlândia e Nova Zelândia.
A música é comumente referida como "Xue Hua Piao Piao Bei Feng Xiao Xiao", que é a parte da música que ganhou mais destaque. A popularidade do meme da internet fez com que as versões oficiais de "Yi Jian Mei" em serviços de streaming de música como Spotify e YouTube Music mudassem o nome da música para incluir "xue hua piao piao bei feng xiao xiao" após o nome oficial. 
Fei Yu-ching, que se aposentou em novembro de 2019, afirmou que está lisonjeado e honrado pela repentina popularidade internacional da música, mas também enfatizou que ele já se aposentou e não retornará ao cenário Mandopop.